# Distretto di Hualong
Il distretto di Hualong (华龙区S, Huàlóng QūP) è un distretto della Cina, situato nella provincia di Henan e amministrato dalla prefettura di Puyang.